# Municipio de San Lorenzo Albarradas
El Municipio de San Lorenzo Albarradas es uno de los 570 municipios en que se encuentra dividido el estado mexicano de Oaxaca. Su cabecera el pueblo del mismo nombre.

## Geografía
San Lorenzo Albarrada se encuentra en la Región de los Valles Centrales de Oaxaca y en el Distrito de Tlacolula, tiene una extensión territorial de 61.24 kilómetros cuadrados que representan el 0.064% de la superficie total del estado; limita al norte y al oeste con el municipio de San Pablo Villa de Mitla, al sur con el municipio de San Dionisio Ocotepec, al sureste con un exclave del municipio de Tlacolula de Matamoros y con el municipio de San Pedro Quiatoni, al oeste el municipio de San Juan del Río, al noreste con el municipio de San Pedro y San Pablo Ayutla y con el municipio de Santo Domingo Albarradas.

## Demografía
De acuerdo a los resultados del Censo de Población y Vivienda de 2010 realizado por el Instituto Nacional de Estadística y Geografía, el municipio de San Lorenzo Albarradas tiene una población total de 2 708 habitantes, de los cuales 1 359 son hombres y 1 349 son mujeres.

### Localidades
En el municipio de San Lorenzo Albarradas se localizan 30 localidades, las principales y su población en 2005 se enlistan a continuación:
| Localidad              | Población |
| Total Municipio        | 2 708     |
| San Lorenzo Albarradas | 1 512     |
| Santa Ana del Río      | 466       |
| Roaguía                | 358       |
| San Bartolo            | 197       |

## Política
El gobierno del municipio de San Lorenzo Albarradas le corresponde al Ayuntamiento, que como en otros 424 es por el método de usos y costumbres, mientras que en otros 146 municipios de Oaxaca, es electo mediante el sistema de partidos político; el ayuntamiento es electo por consulta popular para un periodo de tres años, que no pueden ser renovados para el periodo inmediato pero sí de forma no continua, está integrado por el presidente municipal, un síndico, y el cabildo integrado por tres regidores, todos entran a ejercer su cargo el día 1 de enero del año siguiente a su elección.

### Subdivisión administrativa
Para su régimen interior, el municipio de San Lorenzo Albarradas se divide en una agencia municipal: Santa Ana del Río; y dos agencias de policía: San Isidro Roaguía y San Bartolo. Los titulares de estas entidades administrativas son todos electos mediante usos y costumbres.

### Representación legislativa
Para la elección de diputados locales al Congreso de Oaxaca y de diputados federales a la Cámara de Diputados federal, San Lorenzo Albarradas se encuentra integrado en los siguientes distritos electorales:
Local:
- IV Distrito Electoral Local de Oaxaca con cabecera en Tlacolula de Matamoros.

Federal:
- IV Distrito Electoral Federal de Oaxaca con cabecera en Tlacolula de Matamoros.[6]